# ستيفن ك. فيليبس
ستيفن ك. فيليبس (بالإنجليزية: Stephen C. Phillips)‏ هو سياسي أمريكي، ولد في 4 نوفمبر 1801 في سالم في الولايات المتحدة، وتوفي في 26 يونيو 1857 في نهر سانت لورانس في الولايات المتحدة. حزبياً، نشط في حزب اليمين. وقد انتخب عضو مجلس نواب ماساتشوستس وانتخب عضو مجلس النواب الأمريكي.